# Мали Шкољ
Мали Шкољ је босанскохерцеговачко острво на Јадранском мору, смјештено западно од полуострва Клек.